# Eugenia Correa Vázquez
Eugenia Correa Vázquez (Ciudad de México, 10 de enero de 1954 – 13 de marzo de 2021) fue una economista y académica mexicana. Fue catedrática en la Facultad de Economía de la Universidad Nacional Autónoma de México (UNAM) y formó parte del Sistema Nacional de Investigadores (SNI), en el nivel III.

## Formación académica
Realizó sus estudios de Licenciatura en la Facultad de Economía (Universidad Nacional Autónoma de México), 1976. Maestra en Estudios Latinoamericanos (Facultad de Ciencias Políticas y Sociales), 1980, y Doctora en Economía Facultad de Economía (Universidad Nacional Autónoma de México), 1996.

## Trayectoria
Eugenia Correa se destacó por su trayectoria académica en el campo de la economía financiera. Las contribuciones académicas de la investigadora y economista mexicana se desarrollaron en temas tales como mercados financieros, desregulación financiera y crisis bancaria. Se desempenó como Profesor Titular “C” en la División de Estudios de Posgrado de la Facultad de Economía (Universidad Nacional Autónoma de México). Desde 1993 perteneció al Sistema Nacional de Investigadores Nivel III. Recibió el Premio Universidad Nacional en Investigación en Ciencias Económico-Administrativas (2006). Fue Miembro de la Académica Mexicana de Ciencias (2002), Distinguished Fellow de la International Society of Intercommunication of New Ideas (1999), Miembro de Número de la Academia Mexicana de Economía Política (1998), y Miembro de la Red Eurolatinoamericana de Estudio sobre el Desarrollo Económico “Celso Furtado”.
En 1991 y 1995 le fue otorgado el Premio Anual de Investigación Económica Maestro Jesús Silva Herzog, otorgado por el Instituto de Investigaciones Económicas de la Universidad Nacional Autónoma de México. Recibió el Reconocimiento José Luis Ceceña por el Colegio de Sinaloa, en 2013, y en 2014 se hizo merecedora del Premio James Street, otorgado por la AFEE. Obtuvo el premio al mejor artículo de la revista Forum of Social Economy, publicada por Taylor&Francis, en 2018.
Se desempeñó como editora en las revistas Economía Informa y Review of Keynesian Economics. Fue editora invitada en las revistas Comercio Exterior y del Journal of Political Economy . Editora Asociada de la Revista Forum of Social Economics (Francis & Taylor); fundadora e integrante del Comité Editorial de la Revista Ola Financiera, y miembro del Comité Editorial de Panoeconomicus y del International Journal of Political Economy. Fue publicada en importantes revistas especializadas, tanto en inglés como en español, que incluyen la Journal of Economic Issues, la International Journal of Political Economy, el Journal of Post Keynesian, entre otras.

## Publicaciones
Destacan dos libros de su autoría:
- Crisis y Desregulación Financiera. Editorial Siglo XXI, México. 1998.

- Los Mercados Financieros y la Crisis en América Latina. IIEc-UNAM, México, 1992.

### Artículos
- Gasto y servicios públicos: Efectos del ajuste presupuestal, Eugenia Correa, Ola Financiera No.1, septiembre - diciembre de 2008

- México, crisis económica y financiera, Eugenia Correa, Ola Financiera No.6, mayo - agosto de 2010